# Església de Sant Vicenç de Camós
Sant Vicenç és una església parroquial al petit nucli de Sant Vicenç de Camós, dins una zona boscosa de gran frondositat. Forma una mena de petit veïnat amb la Sala de Camós i dues masies més. És una obra protegida com a bé cultural d'interès local.

## Història
Església parroquial de la població de Camós i pertanyent al bisbat i comtat de Girona. L'any 1019 apareix esmentada en relació amb les donacions de part de les terres del principal d'origen jueu Ramon Bonhom a la catedral de Girona. El 1058, com altres esglesioles i capelles de la comarca, fou restituïda per la comtessa Ermessenda de Carcassona al bisbe de Girona Berenguer Guifré. En aquests primers documents és anomenada «Sancti Vicentii de Camonos». L'any 1156, consta que Berenguer d'Anglès tornà l'església al bisbe Berenguer de Llers. Durant el segle XIV diversos alous del terme parroquial canviaren de propietaris i aquests ho reflectiren en les fonts: el 1303, un jueu de Besalú, Mair, fill de Salomó, vengué un important mas a Bernat, abat de Banyoles. L'any 1311, apareix reflectida la concessió per part del mateix abat d'unes terres abans sota la jurisdicció del castell de Porqueres, a Berenguer de Matamors. L'any 1362 s'esmenta en el Llibre Verd del capítol gironí. L'església sofrí renovacions al segle xv, arran de les desfetes causades pels terratrèmols dels anys 1427 i 1428, i als segles XVII i XIX.

## Arquitectura
Malgrat les transformacions sofertes, l'església conté elements romànics de prou interès per a ser ressenyats; l'estructura i el campanar. El conjunt actual és el resultat d'aquestes transformacions, sobretot a partir del segle XVI, que s'amplià l'església modificant-ne l'estructura romànica, inclosa la volta i l'absis, que actualment és de forma semi-octogonal. De la reforma en resten, probablement, els murs de la façana principal i la part interior del de migjorn, mur que va ser regruixat exteriorment per tal que suportés la nova volta apuntada. Les finestres de doble esqueixada que hi figuren semblen reformades també en aquesta època, malgrat que recorden l'estil romànic. La dovella central és massa ampla i ben formada perquè correspongui als murs primitius.
L'aparell del mur oest, de pedra sorrenca rectangular i relativament petita, disposada en filades regulars, fa pensar en una obra del principi del segle XII. A la part superior de la façana, sobre la porta renaixentista, feta amb grans dovelles de pedra polida i la rosassa, es mantenen restes d'un possible arc d'una antiga obertura tapiada, d'amplada no gens habitual, uns 2,5 m de llum exterior. L'arc és de mig punt, format per petites dovelles i extradossat amb una arquivolta a manera de guardapols que s'obre als extrems com si hagués de rebre algun relleu decoratiu. Es podria aventurar, doncs, que els murs i la finestra tapiada corresponen a l'església que els documents citen entre la fi del segle XI i el principi del XII.